# National Hockey League 2025-2026
La stagione NHL 2025-2026 sarà la 109ª edizione della National Hockey League (NHL). La regular season prenderà avvio il 7 ottobre 2025, per poi avere una pausa nel mese di febbraio per fare spazio alle Olimpiadi invernali in Italia. Gli Stanley Cup playoff inizieranno nell'aprile 2026, concludendosi con le Stanley Cup Finals nel giugno 2026.
Dopo aver giocato nella stagione precedente con il nome temporaneo di Utah Hockey Club, la stagione 2025-2026 sarà la prima nella quale la nuova franchigia di Salt Lake City utilizzerà la sua denominazione definitiva di Utah Mammoth, decisa durante la off-season.

## Squadre partecipanti
| Club                  | Stagione | Conference         | Division              | Impianto                 | Città               | Nazione     |
| --------------------- | -------- | ------------------ | --------------------- | ------------------------ | ------------------- | ----------- |
| Anaheim Ducks         | dettagli | Western Conference | Pacific Division      | Honda Center             | Anaheim (CA)        | Stati Uniti |
| Boston Bruins         | dettagli | Eastern Conference | Atlantic Division     | TD Garden                | Boston (MA)         | Stati Uniti |
| Buffalo Sabres        | dettagli | Eastern Conference | Atlantic Division     | KeyBank Arena            | Buffalo (NY)        | Stati Uniti |
| Calgary Flames        | dettagli | Western Conference | Pacific Division      | Scotiabank Saddledome    | Calgary (AB)        | Canada      |
| Carolina Hurricanes   | dettagli | Eastern Conference | Metropolitan Division | Lenovo Center            | Raleigh (NC)        | Stati Uniti |
| Chicago Blackhawks    | dettagli | Western Conference | Central Division      | United Center            | Chicago (IL)        | Stati Uniti |
| Colorado Avalanche    | dettagli | Western Conference | Central Division      | Ball Arena               | Denver (CO)         | Stati Uniti |
| Columbus Blue Jackets | dettagli | Eastern Conference | Metropolitan Division | Nationwide Arena         | Columbus (OH)       | Stati Uniti |
| Dallas Stars          | dettagli | Western Conference | Central Division      | American Airlines Center | Dallas (TX)         | Stati Uniti |
| Detroit Red Wings     | dettagli | Eastern Conference | Atlantic Division     | Little Caesars Arena     | Detroit (MI)        | Stati Uniti |
| Edmonton Oilers       | dettagli | Western Conference | Pacific Division      | Rogers Place             | Edmonton (AB)       | Canada      |
| Florida Panthers      | dettagli | Eastern Conference | Atlantic Division     | Amerant Bank Arena       | Sunrise (FL)        | Stati Uniti |
| Los Angeles Kings     | dettagli | Western Conference | Pacific Division      | Crypto.com Arena         | Los Angeles (CA)    | Stati Uniti |
| Minnesota Wild        | dettagli | Western Conference | Central Division      | Grand Casino Arena       | Saint Paul (MN)     | Stati Uniti |
| Montreal Canadiens    | dettagli | Eastern Conference | Atlantic Division     | Bell Centre              | Montreal (QB)       | Canada      |
| Nashville Predators   | dettagli | Western Conference | Central Division      | Bridgestone Arena        | Nashville (TN)      | Stati Uniti |
| New Jersey Devils     | dettagli | Eastern Conference | Metropolitan Division | Prudential Center        | Newark (NJ)         | Stati Uniti |
| New York Islanders    | dettagli | Eastern Conference | Metropolitan Division | UBS Arena                | Elmont (NY)         | Stati Uniti |
| New York Rangers      | dettagli | Eastern Conference | Metropolitan Division | Madison Square Garden    | New York (NY)       | Stati Uniti |
| Ottawa Senators       | dettagli | Eastern Conference | Atlantic Division     | Canadian Tire Centre     | Ottawa (ON)         | Canada      |
| Philadelphia Flyers   | dettagli | Eastern Conference | Metropolitan Division | Wells Fargo Center       | Philadelphia (PA)   | Stati Uniti |
| Pittsburgh Penguins   | dettagli | Eastern Conference | Metropolitan Division | PPG Paints Arena         | Pittsburgh (PA)     | Stati Uniti |
| San Jose Sharks       | dettagli | Western Conference | Pacific Division      | SAP Center               | San Jose (CA)       | Stati Uniti |
| Seattle Kraken        | dettagli | Western Conference | Pacific Division      | Climate Pledge Arena     | Seattle (WA)        | Stati Uniti |
| St. Louis Blues       | dettagli | Western Conference | Central Division      | Enterprise Center        | St. Louis (MO)      | Stati Uniti |
| Tampa Bay Lightning   | dettagli | Eastern Conference | Atlantic Division     | Amalie Arena             | Tampa (FL)          | Stati Uniti |
| Toronto Maple Leafs   | dettagli | Eastern Conference | Atlantic Division     | Scotiabank Arena         | Toronto (ON)        | Canada      |
| Utah Mammoth          | dettagli | Western Conference | Central Division      | Delta Center             | Salt Lake City (UT) | Stati Uniti |
| Vancouver Canucks     | dettagli | Western Conference | Pacific Division      | Rogers Arena             | Vancouver (BC)      | Canada      |
| Vegas Golden Knights  | dettagli | Western Conference | Pacific Division      | T-Mobile Arena           | Paradise (NV)       | Stati Uniti |
| Washington Capitals   | dettagli | Eastern Conference | Metropolitan Division | Capital One Arena        | Washington (DC)     | Stati Uniti |
| Winnipeg Jets         | dettagli | Western Conference | Central Division      | Canada Life Centre       | Winnipeg (MB)       | Canada      |

## Formato
Come da tradizione, la stagione della National Hockey League sarà divisa in preseason (settembre-primi di ottobre), regular season (primi di ottobre-metà aprile) e postseason (costituita dagli Stanley Cup playoff).
Ogni squadra disputerà un totale di 82 gare nella regular season, comprensive di 41 partite in casa e 41 partite in trasferta. Di queste 82 gare, 26 saranno disputate da ogni squadra contro le rispettive avversarie di division (di cui 4 contro 5 squadre delle 7 avversarie divisionali e 3 gare contro le altre 2), 26 partite contro le 8 squadre dell'altra division della stessa conference di appartenenza (3 contro ognuna di queste avversarie) e le restanti 32 gare contro ogni altra squadra della conference opposta (una partita in casa ed una in trasferta per ognuna delle 16 avversarie).
Le diverse classifiche divisionali verranno stilate tenendo in considerazione i punti ottenuti da ogni squadra sulla base dei propri risultati, attribuendo 2 punti per una vittoria, 1 punto per una sconfitta subita all'overtime o agli shootout e nessun punto in caso di sconfitta nei tempi regolamentari. Alla fine della regular season le 4 squadre in testa alle rispettive division saranno proclamate division champions, mentre la squadra che avrà ottenuto più punti tra tutte quelle partecipanti si vedrà assegnare il President's Trophy.
I successivi Stanley Cup playoff verranno disputati tra la metà di aprile e la metà di giugno con un torneo ad eliminazione diretta, in cui ogni sfida si deciderà in una serie al meglio delle 7 gare (in cui il vantaggio di giocare più gare, dato il numero dispari di ogni serie, sarà assegnato alla squadra miglior testa di serie tra le due). Ai playoff si qualificheranno 8 squadre della Eastern Conference e 8 squadre della Western Conference, ovvero le migliori tre classificate di ogni division insieme alle 2 ulteriori squadre che otterranno più punti. Le due squadre campioni della Eastern Conference e della Western Conference otterranno quindi l'accesso alle Stanley Cup Finals, il cui trofeo sarà stato assegnato alla squadra vincente della serie, proclamandosi campione.

## Affari della lega

### Collective bargaining agreement(CBA)
Alla fine della stagione 2025-26 scadrà il collective bargaining agreement (CBA), ovvero il contratto collettivo che regola i rapporti tra la NHL e i giocatori protagonisti del campionato rappresentati dalla NHLPA (National Hockey League Players Association). Il contratto in scadenza era stato firmato inizialmente nel 2013, per poi essere rinnovato nel 2020. Il 27 giugno 2025 la NHL e la NHLPA hanno annunciato di aver concluso positivamente le trattative per una nuova estensione del CBA fino al 2030. Nell'ambito del nuovo accordo, le parti hanno deciso di modificare alcuni termini del contratto collettivo. L'8 luglio 2025 l'accordo è diventato definitivo dopo la sua ratifica da parte di NHL ed NHLPA.
Sono diverse le novità previste dal nuovo accordo, in vigore a partire dalla stagione 2026-27.
- La regular season passa a disputarsi sulla lunghezza di 84 partite per ogni squadra, consentendo ad ognuna di esse di affrontare per 4 volte ogni propria rivale divisionale; la lunghezza della preseason ha una corrispondente riduzione a 4 partite per squadra (erano 82 partite di regular season e 6 partite di preseason nel precedente CBA).
- Viene imposto il limite di 7 anni per la lunghezza dei rinnovi contrattuali e di 6 anni per i contratti che coinvolgono un free agent (erano rispettivamente di 8 e 7 anni i limiti del precedente CBA).
- Viene alzato il minimo salariale per un giocatore NHL, arrivando alla cifra di 850.000 $ nella stagione 2026-27, per poi aumentare a 900.000 $ nella stagione 2027-28, 950.000 $ nella stagione 2028-29 e 1 milione $ nella stagione 2029-30.
- Non sono più consentite alle squadre le cosiddette paper transactions, ovvero la rimozione temporanea dal roster NHL di un giocatore alla propria affiliata in AHL per motivi di gestione e di rispetto del salary cap. Con il nuovo CBA il giocatore trasferito in AHL deve disputare almeno una partita con la squadra affiliata per poter ritornare a giocare in NHL.
- I portieri di emergenza (Emergency Backup Goaltenders, EBUG) devono essere dei giocatori assunti a tutti gli effetti da ogni squadra, disponibili per scendere sul ghiaccio sia in casa che in trasferta. Non possono avere alcuna esperienza pregressa in NHL e non più di 80 presenze in qualsiasi altra lega professionistica e nessuna presenza in queste nelle ultime 3 stagioni.
- La NHL acconsente alla partecipazione dei giocatori alle Olimpiadi invernali del 2030 in Francia.
- Con il nuovo CBA si applicano le regole del salary cap anche durante i playoff, non solo durante la regular season. Si vieta così la pratica di risparmiare denaro inserendo un giocatore nella LTIR (Long Term Injured List) per non considerare il salario di quel giocatore nel conteggio del salary cup, per poi toglierlo dalla lista e inserirlo liberamente nei playoff.
- Viene inserito un codice di condotta per tutti i giocatori riguardanti il dress code da rispettare prima e dopo le partite, con completo e cravatta d'ordinanza (ad eccezione di decisioni prese dall'head coach o dal general manager di ogni squadra).
- I giocatori che debuttano in NHL a partire dalla stagione 2026-27 sono obbligati ad indossare una protezione al collo; la protezione rimane facoltativa per i giocatori che hanno almeno totalizzato 1 presenza in NHL prima dell'entrata in vigore del nuovo CBA.

### Entry draft
Il Draft 2025 si è tenuto il 27 e 28 giugno 2025 presso il Peacock Theater di Los Angeles (California).

### Il nuovo nome della franchigia dello Utah
Dopo aver scelto di disputare la stagione precedente con la denominazione temporanea di Utah Hockey Club, il 29 gennaio 2025 la nuova franchigia di Salt Lake City (Utah) ha annunciato una serie di iniziative per chiedere il parere ai propri tifosi sulla nuova denominazione definitiva da adottare. Tra la fine di gennaio e gli inizi di febbraio 2025, gli spettatori presenti in 4 gare casalinghe della squadre avrebbero avuto la possibilità di votare tra tre opzioni: confermare la denominazione temporanea di Utah Hockey Club, Utah Mammoth e Utah Wasatch. La denominazione "Wasatch", pur non rientrando tra le 6 denominazioni finaliste, era stata proposta dalla dirigenza per omaggiare le Wasatch Mountains facendo risuonare l'idea di una mitica creatura delle nevi simile allo yeti. La scelta della denominazione di "Yeti" o "Yetis" è stata scartata per non provocare contrasti di natura legale con la Yeti Holdings, proprietaria dei diritti sul nome. Il 30 gennaio 2025, la squadra ha annunciato di avere rimosso anche la possibile denominazione di Wasatch, rimpiazzandola con quella di Outlaws.
Il 30 aprile 2025, quindi, emergeva non in via ufficiale che la squadra avesse scelto il nome di Mammoth come scelta definitiva per la propria nuova denominazione, citando il cambio del logo della squadra sul suo profilo YouTube che riportava il nome di "UtahMammoth". Le speculazioni sono state confermate dalla stessa squadra il 7 maggio 2025, in occasione della presentazione ufficiale del nome e del nuovo logo, dichiarando anche la volontà di mantenere i colori ufficiali già scelti nella stagione precedente.

## Cambi di allenatore
| Squadra             | 2024-25                                          | 2025-26          | Note |
| Off-season          | Off-season                                       | Off-season       | Off-season |
| ------------------- | ------------------------------------------------ | ---------------- | --- |
| Anaheim Ducks       | Greg Cronin                                      | Joel Quenneville | Il 19 aprile 2025, tre giorni dopo la conclusione della loro precedente stagione, gli Anaheim Ducks hanno annunciato la rimozione dal suo incarico del coach Greg Cronin. In due stagioni sulla panchina dei Ducks, Cronin ha totalizzato un record complessivo di 62–87–15, non raggiungendo mai i playoff. L'8 maggio successivo, i Ducks hanno ufficializzato la nomina del loro nuovo head coach, affidando l'incarico a Joel Quenneville, che ritorna su una panchina NHL dopo la sua ultima esperienza con i Florida Panthers dal 2019 al 2021. |
| Boston Bruins       | Jim Montgomery poi Joe Sacco (ad interim)        | Marco Sturm      | Il 19 novembre 2024, dopo aver totalizzato un record di 8–9–3 nelle prime 20 partite della stagione, i Boston Bruins hanno reso pubblica la rimozione dall'incarico di head coach di Jim Montgomery. In poco più di due stagioni con i Bruins, Montgomery ha totalizzato un record complessivo di 120–41–23, con due presenze ai playoff e la vittoria del Presidents' Trophy nel 2023 (dopo una delle più vincenti regular season nella storia della lega). Al suo posto, i Bruins hanno affidato l'incarico ad interim a Joe Sacco, assistant coach della squadra dopo essere stato head coach dei Colorado Avalanche dal 2009 al 2013; Sacco ha portato a termine il suo incarico totalizzando un record di 24–30–6. Il 5 giugno 2025 i Boston Bruins hanno definitivamente affidato la carica di head coach a Marco Sturm, ex-giocatore dei Bruins tra il 2005 e il 2010 e che più di recente aveva rivestito la stessa carica per gli Ontario Reign (squadra della AHL affiliata ai Los Angeles Kings).          |
| Chicago Blackhawks  | Luke Richardson poi Anders Sorensen (ad interim) | Jeff Blashill    | Luke Richardson era stato rimosso dal suo incarico di head coach il 5 dicembre 2024, dopo che i Blackhawks da lui guidati avevano totalizzato un record di 8–16–2. In poco più di due stagioni a Chicago, Richardson ha realizzato un record di 57–118–15 non riuscendo a qualificarsi ai playoff nelle due stagioni intere alla guida della squadra. Al suo posto, la dirigenza dei Blackhawks ha affidato la squadra, con incarico ad interim, Anders Sorensen, in quel momento head coach dei Rockford IceHogs (la squadra affiliata dei Blackhawks in AHL), che in tal modo è diventato il primo head coach di origine svedese nella storia della lega. Sorensen ha guidato i Blackhawks fino alla fine della scorsa stagione, totalizzando un record complessivo di 17–30–9. Il 22 maggio 2025 i Blackhawks hanno affidato la squadra alla guida di Jeff Blashill, che più recentemente è stato assistant coach dei Tampa Bay Lightning e, ancora prima, head coach dei Detroit Red Wings tra il 2015 e il 2022. |
| Dallas Stars        | Peter DeBoer                                     | Glen Gulutzan    | Il 6 giugno 2025, Peter DeBoer è stato rimosso dall'incarico di head coach della squadra, poco più di una settimana dopo l'eliminazione degli Stars dai playoff 2025. In 3 stagioni alla guida degli Stars, DeBoer ha totalizzato un record complessivo di 149–68–29, raggiungendo sempre le Western Conference Finals ma senza mai riuscire a qualificarsi alle Stanley Cup Finals. Il 1° luglio 2025 gli Stars comunicano di aver affidato il ruolo di head coach della squadra a Glen Gulutzan. Per Gulutzan si tratta di un ritorno sulla panchina degli Stars, dato che era stato head coach tra il 2011 e il 2013, mentre più recentemente era stato assistant coach degli Edmonton Oilers. |
| New York Rangers    | Peter Laviolette                                 | Mike Sullivan    | Peter Laviolette è stato rimosso dalla carica di head coach dei Rangers il 19 aprile 2025, due giorni dopo la fine della stagione della squadra. In 2 stagioni sulla panchina dei Rangers, Laviolette ha totalizzato un record complessivo di 94–59–11, nella prima della quale ha vinto il Presidents' Trophy ed è riuscito a raggiungere le Eastern Conference Finals, mentre nella seconda non è riuscito a qualificarsi. Al suo posto, il 2 maggio 2025 i Rangers hanno nominato nuovo head coach Mike Sullivan, in precedenza coach dei Pittsburgh Penguins tra il 2015 e il 2025. |
| Philadelphia Flyers | John Tortorella poi Brad Shaw (ad interim)       | Rick Tocchet     | John Tortorella era stato rimosso dall'incarico di head coach dei Flyers il 27 marzo 2025, con la squadra che aveva totalizzato un record di 28–36–9 (dopo una pessima partenza in regular season, con 10 sconfitte nelle prime 12 gare). In poco meno di 3 stagioni sulla panchina dei Flyers, Tortorella ha totalizzato un record complessivo di 97–107–33, senza mai qualificarsi ai playoff. Lo stesso 27 marzo 2025 era stato nominato al suo posto Brad Shaw, con un incarico ad interim; Shaw era assistant coach della squadra e alla guida dei Flyers ha totalizzato un record di 5–3–1 nelle ultime 9 partite di regular season. Il 14 maggio 2025, i Flyers hanno affidato l'incarico di head coach della squadra a Rick Tocchet, che più recentemente era stato coach dei Vancouver Canucks dal 2023 al 2025; Tocchet è anche un ex-giocatore della squadra, avendovi militato per ben 11 stagioni (dal 1984 al 1992 e dal 2000 al 2002).                                                                 |
| Pittsburgh Penguins | Mike Sullivan                                    | Dan Muse         | Il 28 aprile 2025, dopo poco più di dieci giorni dalla fine della regular season, i Penguins e Mike Sullivan hanno annunciato la fine del loro rapporto. In 9 stagioni e mezzo alla guida dei Penguins, Sullivan ha totalizzato un record complessivo di 409–255–89, raggiungendo i playoff in 7 occasioni e vincendo la Stanley Cup in due annate consecutive (nel 2016 e nel 2017). Al suo posto, il 4 giugno 2025 i Penguins hanno nominato Dan Muse come nuovo head coach della squadra, provenendo dal suo ultimo incarico di assistant coach dei New York Rangers. |
| Seattle Kraken      | Dan Bylsma                                       | Lane Lambert     | Il 21 aprile 2025, dopo sei giorni dalla fine della loro regular season, i Seattle Kraken hanno annunciato la rimozione dall'incarico di head coach della squadra Dan Bylsma. Nella sua unica stagione alla guida dei Kraken, Bylsma ha totalizzato un record complessivo di 35–41–6, non riuscendo a raggiungere i playoff. Al suo posto, il 29 maggio 2025 i Kraken hanno annunciato di aver affidato l'incarico a Lane Lambert, più recentemente ex-assistant coach dei Toronto Maple Leafs e, ancora prima, head coach dei New York Islanders tra il 2022 e il 2024. |
| Vancouver Canucks   | Rick Tocchet                                     | Adam Foote       | Il 29 aprile 2025, dopo due settimane dalla fine della loro regular season, i Vancouver Canucks e Rick Tocchet hanno annunciato la fine consensuale del loro rapporto. In due stagioni e mezzo alla guida dei Canucks, Tocchet ha totalizzato un record complessivo di 108–65–27 raggiungendo in un'occasione i playoff nel 2024 (dove i Canucks non sono andati oltre il Second Round). Al suo posto, il 14 maggio 2025 i Canucks hanno affidato il ruolo di head coach della squadra ad Adam Foote, promosso dal ruolo di assistant coach. |
| Durante la stagione |                                                  |                  | |
|                     |                                                  |                  | |

## Cambi digeneral manager
| Squadra             | 2024-25        | 2025-26         | Note |
| Off-season          | Off-season     | Off-season      | Off-season |
| ------------------- | -------------- | --------------- | --- |
| Los Angeles Kings   | Rob Blake      | Ken Holland     | Il 5 maggio 2025, dopo l'eliminazione dei Kings dal First Round dei playoff, Blake e la squadra hanno annunciato l'interruzione consensuale del loro rapporto. Blake era general manager della squadra dal 2017, periodo durante il quale i Kings hanno ottenuto 5 qualificazioni ai playoff, ma senza mai andare oltre il First Round. Al suo posto, il 14 maggio 2025, i Kings hanno nominato Ken Holland nuovo general manager della squadra, quest'ultimo ex-general manager degli Edmonton Oilers tra il 2019 e il 2024. |
| New York Islanders  | Lou Lamoriello | Mathieu Darche  | Il 22 aprile 2025, finita la stagione degli Islanders e scaduto il suo contratto, Lamoriello ha terminato il suo incarico di general manager della squadra. Lamoriello era il GM degli Islanders dal 2018, periodo durante il quale la squadra si è qualificata ai playoff in 5 occasioni e riuscendo a raggiungere le Eastern Conference Finals in 2 di esse. Il 23 maggio 2025, gli Islanders hanno affidato l'incarico a Mathieu Darche, che era stato assistant general manager dei Tampa Bay Lightning dal 2022.         |
| Seattle Kraken      | Ron Francis    | Jason Botterill | Il 22 aprile 2025 i Seattle Kraken annunciano di aver promosso Ron Francis al ruolo di president of hockey operations e di aver affidato l'incarico di general manager a Jason Botterill. Quest'ultimo era assistant general manager della squadra e in precedenza, dal 2017 al 2020, era stato general manager dei Buffalo Sabres. |
| Durante la stagione |                |                 | |
|                     |                |                 | |

## Cambi diarena
- L'arena dei Philadelphia Flyers, dal 1° settembre 2025 cambierà denominazione in Xfinity Mobile Arena dopo la conclusione di un nuovo contratto di sponsorizzazione con Xfinity. In precedenza, l'arena era denominata Wells Fargo Center.[36]
- L'arena dei Minnesota Wild, denominata Xcel Energy Center, cambierà denominazione in Grand Casino Arena a partire dal 3 settembre 2025, dopo l'accordo di sponsor partnership con la Grand Casino Hinckley.[37] Xcel Energy rimarrà comunque come sponsor della squadra.[38]
- La stagione 2025-26 è l'ultima stagione del contratto di affitto tra la contea di Erie e i Buffalo Sabres per la gestione del KeyBank Center. La contea di Erie, ente responsabile della gestione del contratto, si è dichiarata non disponibile a rinnovare l'accordo, mentre il comune di Buffalo, ha reso noto la sua disponibilità a continuare ad accollarsi i costi di gestione dell'impianto.[39][40] I Sabres hanno dichiarato pubblicamente, tramite il proprio chief operating officer, Pete Guelli, che la franchigia non ha intenzione di trasferirsi in un'altra città.

## Regular season
La regular season della stagione 2025-2026 si disputerà tra il 7 ottobre 2025 e l'aprile 2026. Tra il giugno e il luglio 2025 verrà annunciato il calendario di ogni squadra.

### Partite disputate all'estero
Il 14 e 16 novembre 2025, i Nashville Predators e i Pittsburgh Penguins disputeranno due partite a Stoccolma (Svezia), presso la Avicii Arena.

### Partiteoutdoor
La NHL ha comunicato che le seguenti partite si sarebbero disputate outdoor:
- Il Winter Classic 2026 si disputerà il 2 gennaio 2026 presso il LoanDepot Park di Miami (Florida), vedendo confrontarsi i Florida Panthers e i New York Rangers.[42]
- Le Stadium Series 2026 si terranno il 1° febbraio 2026 presso il Raymond James Stadium di Tampa (Florida), con protagonisti i Tampa Bay Lightning e i Boston Bruins.[42]

### Cancellazione dell'All-Star Gamee pausa per le Olimpiadi
In origine, l'All-Star Game 2026 era programmato per essere disputato nella prima metà di febbraio 2026, presso la UBS Arena di Elmont (New York), impianto casalingo dei New York Islanders. L'intenzione della lega era quella di fare dell'evento un vero e proprio "trampolino di lancio" dei giocatori impegnati nelle successive Olimpiadi invernali, i quali sarebbero dovuti partire direttamente da New York per raggiungere le loro rispettive squadre in Italia. Per la prima volta dal 2014, i giocatori NHL hanno quindi ottenuto l'autorizzazione a partecipare alle Olimpiadi; sarebbe stata inoltre la prima volta dal 2002 che si sarebbe comunque tenuto l'All-Star Game nell'anno olimpico. Tuttavia, il 30 aprile 2025, la NHL ha annunciato l'annullamento dell'evento, mantenendo comunque presso la USB Arena un evento preolimpico non meglio precisato.

### Classifiche

#### Eastern Conference

##### Atlantic Division
| Pos | Squadra             | G | V | S | SOT | VTR | VRO | GF | GS | DR | Punti |
| --- | ------------------- | - | - | - | --- | --- | --- | -- | -- | -- | ----- |
| 1.  | Boston Bruins       |   |   |   |     |     |     |    |    |    |       |
| 2.  | Buffalo Sabres      |   |   |   |     |     |     |    |    |    |       |
| 3.  | Detroit Red Wings   |   |   |   |     |     |     |    |    |    |       |
| 4.  | Florida Panthers    |   |   |   |     |     |     |    |    |    |       |
| 5.  | Montreal Canadiens  |   |   |   |     |     |     |    |    |    |       |
| 6.  | Ottawa Senators     |   |   |   |     |     |     |    |    |    |       |
| 7.  | Tampa Bay Lightning |   |   |   |     |     |     |    |    |    |       |
| 8.  | Toronto Maple Leafs |   |   |   |     |     |     |    |    |    |       |

Fonte: NHL

Legenda
     (y) - Squadra vincitrice della division e qualificata ai playoff.
     (x) - Squadre qualificate ai playoff.
     (e) - Squadre eliminate dall'accesso ai playoff.
Note

2 punti per vittoria, 1 punto per sconfitta subita in overtime o agli shootout, 0 punti a sconfitta nei tempi regolamentari.
A parità di punteggio, per determinare le posizioni in classifica valgono i seguenti criteri in ordine:
1. minor numero di partite disputate (solo durante la regular season)
2. maggior numero di vittorie nei tempi regolamentari (regulation wins)
3. maggior numero di vittorie nei tempi regolamentari e negli overtime
4. maggior numero di vittorie complessive
5. maggior numero di punti ottenuti negli scontri diretti; in mancanza di un pari numero di scontri diretti con una o più squadre a pari punti, non va considerata la prima gara disputata dalla squadra che ha disputato più gare delle altre a pari punti.
6. miglior differenza reti
7. maggior numero di reti segnate

Una vittoria ottenuta agli shootout vale come 1 gol segnato a favore della squadra vincitrice ed 1 subito per la squadra sconfitta.

##### Metropolitan Division
| Pos | Squadra               | G | V | S | SOT | VTR | VRO | GF | GS | DR | Punti |
| --- | --------------------- | - | - | - | --- | --- | --- | -- | -- | -- | ----- |
| 1.  | Carolina Hurricanes   |   |   |   |     |     |     |    |    |    |       |
| 2.  | Columbus Blue Jackets |   |   |   |     |     |     |    |    |    |       |
| 3.  | New Jersey Devils     |   |   |   |     |     |     |    |    |    |       |
| 4.  | New York Islanders    |   |   |   |     |     |     |    |    |    |       |
| 5.  | New York Rangers      |   |   |   |     |     |     |    |    |    |       |
| 6.  | Philadelphia Flyers   |   |   |   |     |     |     |    |    |    |       |
| 7.  | Pittsburgh Penguins   |   |   |   |     |     |     |    |    |    |       |
| 8.  | Washington Capitals   |   |   |   |     |     |     |    |    |    |       |

Fonte: NHL

Legenda
     (z) - Squadra vincitrice della division e qualificata ai playoff.
     (x) - Squadre qualificate ai playoff.
     (e) - Squadre eliminate dall'accesso ai playoff.
Note

2 punti per vittoria, 1 punto per sconfitta subita in overtime o agli shootout, 0 punti a sconfitta nei tempi regolamentari.
A parità di punteggio, per determinare le posizioni in classifica valgono i seguenti criteri in ordine:
1. minor numero di partite disputate (solo durante la regular season)
2. maggior numero di vittorie nei tempi regolamentari (regulation wins)
3. maggior numero di vittorie nei tempi regolamentari e negli overtime
4. maggior numero di vittorie complessive
5. maggior numero di punti ottenuti negli scontri diretti; in mancanza di un pari numero di scontri diretti con una o più squadre a pari punti, non va considerata la prima gara disputata dalla squadra che ha disputato più gare delle altre a pari punti.
6. miglior differenza reti
7. maggior numero di reti segnate

Una vittoria ottenuta agli shootout vale come 1 gol segnato a favore della squadra vincitrice ed 1 subito per la squadra sconfitta.

##### Wild Card
| Pos | Squadra | G | V | S | SOT | VTR | VRO | GF | GS | DR | Punti |
| --- | ------- | - | - | - | --- | --- | --- | -- | -- | -- | ----- |
| 1.  |         |   |   |   |     |     |     |    |    |    |       |
| 2.  |         |   |   |   |     |     |     |    |    |    |       |
|     |         |   |   |   |     |     |     |    |    |    |       |
| 3.  |         |   |   |   |     |     |     |    |    |    |       |
| 4.  |         |   |   |   |     |     |     |    |    |    |       |
| 5.  |         |   |   |   |     |     |     |    |    |    |       |
| 6.  |         |   |   |   |     |     |     |    |    |    |       |
| 7.  |         |   |   |   |     |     |     |    |    |    |       |
| 8.  |         |   |   |   |     |     |     |    |    |    |       |
| 9.  |         |   |   |   |     |     |     |    |    |    |       |
| 10. |         |   |   |   |     |     |     |    |    |    |       |

Fonte: NHL

Legenda
     (x) - Squadre qualificate ai playoff.
     (e) - Squadre eliminate dall'accesso ai playoff.
Note

2 punti per vittoria, 1 punto per sconfitta subita in overtime o agli shootout, 0 punti a sconfitta nei tempi regolamentari.
A parità di punteggio, per determinare le posizioni in classifica valgono i seguenti criteri in ordine:
1. minor numero di partite disputate (solo durante la regular season)
2. maggior numero di vittorie nei tempi regolamentari (regulation wins)
3. maggior numero di vittorie nei tempi regolamentari e negli overtime
4. maggior numero di vittorie complessive
5. maggior numero di punti ottenuti negli scontri diretti; in mancanza di un pari numero di scontri diretti con una o più squadre a pari punti, non va considerata la prima gara disputata dalla squadra che ha disputato più gare delle altre a pari punti.
6. miglior differenza reti
7. maggior numero di reti segnate

Una vittoria ottenuta agli shootout vale come 1 gol segnato a favore della squadra vincitrice ed 1 subito per la squadra sconfitta.

#### Western Conference

##### Central Division
| Pos | Squadra             | G | V | S | SOT | VTR | VRO | GF | GS | DR | Punti |
| --- | ------------------- | - | - | - | --- | --- | --- | -- | -- | -- | ----- |
| 1.  | Chicago Blackhawks  |   |   |   |     |     |     |    |    |    |       |
| 2.  | Colorado Avalanche  |   |   |   |     |     |     |    |    |    |       |
| 3.  | Dallas Stars        |   |   |   |     |     |     |    |    |    |       |
| 4.  | Minnesota Wild      |   |   |   |     |     |     |    |    |    |       |
| 5.  | Nashville Predators |   |   |   |     |     |     |    |    |    |       |
| 6.  | St. Louis Blues     |   |   |   |     |     |     |    |    |    |       |
| 7.  | Utah Mammoth        |   |   |   |     |     |     |    |    |    |       |
| 8.  | Winnipeg Jets       |   |   |   |     |     |     |    |    |    |       |

Fonte: NHL

Legenda
     (p) - Squadra vincitrice della division e qualificata ai playoff.
     (x) - Squadre qualificate ai playoff.
     (e) - Squadre eliminate dall'accesso ai playoff.
Note

2 punti per vittoria, 1 punto per sconfitta subita in overtime o agli shootout, 0 punti a sconfitta nei tempi regolamentari.
A parità di punteggio, per determinare le posizioni in classifica valgono i seguenti criteri in ordine:
1. minor numero di partite disputate (solo durante la regular season)
2. maggior numero di vittorie nei tempi regolamentari (regulation wins)
3. maggior numero di vittorie nei tempi regolamentari e negli overtime
4. maggior numero di vittorie complessive
5. maggior numero di punti ottenuti negli scontri diretti; in mancanza di un pari numero di scontri diretti con una o più squadre a pari punti, non va considerata la prima gara disputata dalla squadra che ha disputato più gare delle altre a pari punti.
6. miglior differenza reti
7. maggior numero di reti segnate

Una vittoria ottenuta agli shootout vale come 1 gol segnato a favore della squadra vincitrice ed 1 subito per la squadra sconfitta.

##### Pacific Division
| Pos | Squadra              | G | V | S | SOT | VTR | VRO | GF | GS | DR | Punti |
| --- | -------------------- | - | - | - | --- | --- | --- | -- | -- | -- | ----- |
| 1.  | Anaheim Ducks        |   |   |   |     |     |     |    |    |    |       |
| 2.  | Calgary Flames       |   |   |   |     |     |     |    |    |    |       |
| 3.  | Edmonton Oilers      |   |   |   |     |     |     |    |    |    |       |
| 4.  | Los Angeles Kings    |   |   |   |     |     |     |    |    |    |       |
| 5.  | San Jose Sharks      |   |   |   |     |     |     |    |    |    |       |
| 6.  | Seattle Kraken       |   |   |   |     |     |     |    |    |    |       |
| 7.  | Vancouver Canucks    |   |   |   |     |     |     |    |    |    |       |
| 8.  | Vegas Golden Knights |   |   |   |     |     |     |    |    |    |       |

Fonte: NHL

Legenda
     (y) - Squadra vincitrice della division e qualificata ai playoff.
     (x) - Squadre qualificate ai playoff.
     (e) - Squadre eliminate dall'accesso ai playoff.
Note

2 punti per vittoria, 1 punto per sconfitta subita in overtime o agli shootout, 0 punti a sconfitta nei tempi regolamentari.
A parità di punteggio, per determinare le posizioni in classifica valgono i seguenti criteri in ordine:
1. minor numero di partite disputate (solo durante la regular season)
2. maggior numero di vittorie nei tempi regolamentari (regulation wins)
3. maggior numero di vittorie nei tempi regolamentari e negli overtime
4. maggior numero di vittorie complessive
5. maggior numero di punti ottenuti negli scontri diretti; in mancanza di un pari numero di scontri diretti con una o più squadre a pari punti, non va considerata la prima gara disputata dalla squadra che ha disputato più gare delle altre a pari punti.
6. miglior differenza reti
7. maggior numero di reti segnate

Una vittoria ottenuta agli shootout vale come 1 gol segnato a favore della squadra vincitrice ed 1 subito per la squadra sconfitta.

##### Wild Card
| Pos | Squadra | G | V | S | SOT | VTR | VRO | GF | GS | DR | Punti |
| --- | ------- | - | - | - | --- | --- | --- | -- | -- | -- | ----- |
| 1.  |         |   |   |   |     |     |     |    |    |    |       |
| 2.  |         |   |   |   |     |     |     |    |    |    |       |
|     |         |   |   |   |     |     |     |    |    |    |       |
| 3.  |         |   |   |   |     |     |     |    |    |    |       |
| 4.  |         |   |   |   |     |     |     |    |    |    |       |
| 5.  |         |   |   |   |     |     |     |    |    |    |       |
| 6.  |         |   |   |   |     |     |     |    |    |    |       |
| 7.  |         |   |   |   |     |     |     |    |    |    |       |
| 8.  |         |   |   |   |     |     |     |    |    |    |       |
| 9.  |         |   |   |   |     |     |     |    |    |    |       |
| 10. |         |   |   |   |     |     |     |    |    |    |       |

Fonte: NHL

Legenda
     (x) - Squadre qualificate ai playoff.
     (e) - Squadre eliminate dall'accesso ai playoff.
Note

2 punti per vittoria, 1 punto per sconfitta subita in overtime o agli shootout, 0 punti a sconfitta nei tempi regolamentari.
A parità di punteggio, per determinare le posizioni in classifica valgono i seguenti criteri in ordine:
1. minor numero di partite disputate (solo durante la regular season)
2. maggior numero di vittorie nei tempi regolamentari (regulation wins)
3. maggior numero di vittorie nei tempi regolamentari e negli overtime
4. maggior numero di vittorie complessive
5. maggior numero di punti ottenuti negli scontri diretti; in mancanza di un pari numero di scontri diretti con una o più squadre a pari punti, non va considerata la prima gara disputata dalla squadra che ha disputato più gare delle altre a pari punti.
6. miglior differenza reti
7. maggior numero di reti segnate

Una vittoria ottenuta agli shootout vale come 1 gol segnato a favore della squadra vincitrice ed 1 subito per la squadra sconfitta.

## Statistiche
Fonte: NHL, Hockey Reference

### Statistiche individuali

#### Regular season

##### Skaters
I seguenti giocatori di movimento (skaters) hanno ottenuto più punti (gol+assist) durante la regular season.
| Pos | Giocatore | Squadra | GD | G | A | +/- | PIM | P |
| --- | --------- | ------- | -- | - | - | --- | --- | - |
| 1.  |           |         |    |   |   |     |     |   |
| 2.  |           |         |    |   |   |     |     |   |
| 3.  |           |         |    |   |   |     |     |   |
| 4.  |           |         |    |   |   |     |     |   |
| 5.  |           |         |    |   |   |     |     |   |
| 6.  |           |         |    |   |   |     |     |   |
| 7.  |           |         |    |   |   |     |     |   |
| 8.  |           |         |    |   |   |     |     |   |
| 9.  |           |         |    |   |   |     |     |   |
| 10. |           |         |    |   |   |     |     |   |

##### Goaltenders
I seguenti portieri (goaltenders) hanno la miglior media gol incassati (GGA) con almeno 1800 minuti giocati durante la regular season.
| Pos | Giocatore | Squadra | GD | TOI | V | S | SO | GS | SHO | SV% | GAA |
| --- | --------- | ------- | -- | --- | - | - | -- | -- | --- | --- | --- |
| 1.  |           |         |    |     |   |   |    |    |     |     |     |
| 2.  |           |         |    |     |   |   |    |    |     |     |     |
| 3.  |           |         |    |     |   |   |    |    |     |     |     |
| 4.  |           |         |    |     |   |   |    |    |     |     |     |
| 5.  |           |         |    |     |   |   |    |    |     |     |     |
| 6.  |           |         |    |     |   |   |    |    |     |     |     |
| 7.  |           |         |    |     |   |   |    |    |     |     |     |
| 8.  |           |         |    |     |   |   |    |    |     |     |     |
| 9.  |           |         |    |     |   |   |    |    |     |     |     |
| 10. |           |         |    |     |   |   |    |    |     |     |     |

## NHL Awards

### Premi settimanali
| Settimana | First Star | Second Star | Third Star |
| --------- | ---------- | ----------- | ---------- |
|           |            |             |            |
|           |            |             |            |
|           |            |             |            |
|           |            |             |            |
|           |            |             |            |
|           |            |             |            |
|           |            |             |            |
|           |            |             |            |
|           |            |             |            |
|           |            |             |            |
|           |            |             |            |
|           |            |             |            |
|           |            |             |            |
|           |            |             |            |
|           |            |             |            |
|           |            |             |            |
|           |            |             |            |
|           |            |             |            |
|           |            |             |            |
|           |            |             |            |
|           |            |             |            |
|           |            |             |            |
|           |            |             |            |
|           |            |             |            |
|           |            |             |            |

### Premi mensili
| Mese | First Star | Second Star | Third Star |
| ---- | ---------- | ----------- | ---------- |
|      |            |             |            |
|      |            |             |            |
|      |            |             |            |
|      |            |             |            |
|      |            |             |            |
|      |            |             |            |

### Rookie of the Month
| Mese | Giocatore |
| ---- | --------- |
|      |           |
|      |           |
|      |           |
|      |           |
|      |           |
|      |           |

### Premi annuali
Subito dopo la fine della regular season si terranno le votazioni per assegnare i premi annuali. Alla fine della stagione verranno annunciati i premi basati sulle statistiche (come l'Art Ross Trophy, il Maurice "Rocket" Richard Trophy, il William M. Jennings Trophy e il Presidents' Trophy). La Stanley Cup e il Conn Smythe Trophy verranno invece consegnati alla fine delle Stanley Cup Finals.
Il Calder Memorial Trophy, l'Hart Memorial Trophy, Ted Lindsay Award, il James Norris Memorial Trophy e il Vezina Trophy verranno consegnati in un evento successivo ai playoff. Gli altri premi verranno annunciati durante i playoff.
Nella tabella sono indicati e premi assegnati e i vincitori, nonché l'organizzazione che assegna il premio.
| Trofeo                                                                      | Organizzazione                     | Vincitore | Secondo/Finalista |
| --------------------------------------------------------------------------- | ---------------------------------- | --------- | ----------------- |
| Stanley Cup                                                                 | NHL                                |           |                   |
| Presidents' Trophy (miglior record stagionale)                              | NHL                                |           |                   |
| Prince of Wales Trophy (campione della Eastern Conference)                  | NHL                                |           |                   |
| Clarence S. Campbell Bowl (campione della Western Conference)               | NHL                                |           |                   |
| Art Ross Trophy (giocatore con più punti)                                   | NHL                                |           |                   |
| Bill Masterton Memorial Trophy (perseveranza, sportività e dedizione)       | PHWA                               |           |                   |
| Calder Memorial Trophy (miglior rookie)                                     | PHWA                               |           |                   |
| Conn Smythe Trophy (MVP dei playoff)                                        | PHWA                               |           |                   |
| Frank J. Selke Trophy (miglior attaccante in difesa)                        | PHWA                               |           |                   |
| Hart Memorial Trophy (MVP della regular season)                             | PHWA                               |           |                   |
| Jack Adams Award (miglior head coach)                                       | NHLBA                              |           |                   |
| James Norris Memorial Trophy (miglior difensore)                            | PHWA                               |           |                   |
| King Clancy Memorial Trophy (leadership e beneficenza)                      | PHWA                               |           |                   |
| Lady Byng Memorial Trophy (sportività ed eccellenza)                        | PHWA                               |           |                   |
| Ted Lindsay Award (miglior giocatore)                                       | NHLPA                              |           |                   |
| Mark Messier Leadership Award (leadership e attività nella società)         | Mark Messier (Hockey Hall of Fame) |           |                   |
| Maurice "Rocket" Richard Trophy (giocatore con più gol)                     | NHL                                |           |                   |
| Jim Gregory General Manager of the Year Award (miglior general manager)     | NHL                                |           |                   |
| Vezina Trophy (miglior portiere)                                            | general manager della NHL          |           |                   |
| William M. Jennings Trophy (portiere della squadra che ha subito meno reti) | NHL                                |           |                   |

### All-Star Teams
Alla fine della regular season, i membri della PHWA voteranno i componenti del First All-Star Team e del Second All-Star Team, premiando i migliori giocatori per ruolo della regular season.

#### First All-Star Team
| R  | Giocatore                 | Squadra                   | Statistiche | Statistiche | Statistiche | Statistiche | Statistiche | Statistiche | Statistiche |
| R  | Giocatore                 | Squadra                   | GP          | W           | L           | OT          | GAA         | SV%         | SO          |
| -- | ------------------------- | ------------------------- | ----------- | ----------- | ----------- | ----------- | ----------- | ----------- | ----------- |
| G  | non conosciuta (bandiera) | non conosciuta (bandiera) |             |             |             |             |             |             |             |
|    | Giocatore                 | Squadra                   | GP          | Mins.       | Mins.       | Mins.       | G           | A           | Pts         |
| D  | non conosciuta (bandiera) | non conosciuta (bandiera) |             | --:--       | --:--       | --:--       |             |             |             |
| D  | non conosciuta (bandiera) | non conosciuta (bandiera) |             | --:--       | --:--       | --:--       |             |             |             |
| C  | non conosciuta (bandiera) | non conosciuta (bandiera) |             | --:--       | --:--       | --:--       |             |             |             |
| RW | non conosciuta (bandiera) | non conosciuta (bandiera) |             | --:--       | --:--       | --:--       |             |             |             |
| LW | non conosciuta (bandiera) | non conosciuta (bandiera) |             | --:--       | --:--       | --:--       |             |             |             |

#### Second All-Star Team
| R  | Giocatore                 | Squadra                   | Statistiche | Statistiche | Statistiche | Statistiche | Statistiche | Statistiche | Statistiche |
| R  | Giocatore                 | Squadra                   | GP          | W           | L           | OT          | GAA         | SV%         | SO          |
| -- | ------------------------- | ------------------------- | ----------- | ----------- | ----------- | ----------- | ----------- | ----------- | ----------- |
| G  | non conosciuta (bandiera) | non conosciuta (bandiera) |             |             |             |             |             |             |             |
|    | Giocatore                 | Squadra                   | GP          | Mins.       | Mins.       | Mins.       | G           | A           | Pts         |
| D  | non conosciuta (bandiera) | non conosciuta (bandiera) |             | --:--       | --:--       | --:--       |             |             |             |
| D  | non conosciuta (bandiera) | non conosciuta (bandiera) |             | --:--       | --:--       | --:--       |             |             |             |
| C  | non conosciuta (bandiera) | non conosciuta (bandiera) |             | --:--       | --:--       | --:--       |             |             |             |
| RW | non conosciuta (bandiera) | non conosciuta (bandiera) |             | --:--       | --:--       | --:--       |             |             |             |
| LW | non conosciuta (bandiera) | non conosciuta (bandiera) |             | --:--       | --:--       | --:--       |             |             |             |

### All-Rookie Team
Alla fine della regular season, i membri della PHWA voteranno i componenti dell'All-Rookie Team, premiando i migliori rookie per ruolo della regular season in questa stagione.
| R | Giocatore                 | Squadra                   | Statistiche | Statistiche | Statistiche | Statistiche | Statistiche | Statistiche | Statistiche |
| R | Giocatore                 | Squadra                   | GP          | W           | L           | OT          | GAA         | SV%         | SO          |
| - | ------------------------- | ------------------------- | ----------- | ----------- | ----------- | ----------- | ----------- | ----------- | ----------- |
| G | non conosciuta (bandiera) | non conosciuta (bandiera) |             |             |             |             |             |             |             |
|   | Giocatore                 | Squadra                   | GP          | Mins.       | Mins.       | Mins.       | G           | A           | Pts         |
| D | non conosciuta (bandiera) | non conosciuta (bandiera) |             | --:--       | --:--       | --:--       |             |             |             |
| D | non conosciuta (bandiera) | non conosciuta (bandiera) |             | --:--       | --:--       | --:--       |             |             |             |
| F | non conosciuta (bandiera) | non conosciuta (bandiera) |             | --:--       | --:--       | --:--       |             |             |             |
| F | non conosciuta (bandiera) | non conosciuta (bandiera) |             | --:--       | --:--       | --:--       |             |             |             |
| F | non conosciuta (bandiera) | non conosciuta (bandiera) |             | --:--       | --:--       | --:--       |             |             |             |

## Record personali

### Esordi
I seguenti giocatori hanno disputato la loro prima gara ufficiale in questa stagione.
| Giocatore | Squadra | Note |
| --------- | ------- | ---- |
|           |         |      |

### Principali record personali raggiunti
- 28 giugno 2025 – Al 6° round del Draft 2025, con la 181ª scelta assoluta, gli Ottawa Senators scelgono Bruno Idžan, che in tal modo diventa il primo giocatore croato selezionato nella storia del Draft NHL.[46]